# FPV自杀无人机
FPV自杀无人机，或稱爲炸弹无人机，是一种FPV无人机技术的一种武器化应用。它利用FPV无人机将用户嵌入到无人机的视角中，使其可以通过实时视频传输系统来控制和驾驶无人机携带爆炸物进行侦察和攻击活动。针对掩体和车辆中的步兵、火力点及装甲车实施自杀攻击，正确使用此类武器可以给敌人造成非常严重的物质损失和人员伤亡。根据游荡弹药的定义，可以视为一种简易游荡弹药。

## 功能说明
FPV自杀无人机是基於竞速四旋翼无人机所改造的。与一般的消费级无人机不同，FPV无人机是四旋翼无人机中的一种特殊分类，FPV是第一人稱視角（First-person view）的縮寫。其极限速度和灵活性远远高于一般的无人机，其时速能达到100公里以上，同时还能完成各种复杂的空中特技，如螺旋翻转，倒置飞行，急速上升下落等。因此控制难度较大，续航时间也更短。
FPV自杀无人机的基本功能是通过搭载相机和视频传输设备，将实时的图像传输到用户的头戴显示器或其他显示设备上，实时发现和攻击目标。

## 结构组成
FPV自杀无人机通常由以下几个主要部件组成：
- 机架：提供无人机结构的框架。
- 电机和螺旋桨：提供升力和推进力。
- 飞控系统：包括传感器和处理器，用于稳定无人机的飞行。
- 电池：为无人机提供动力。
- 圖傳系統。也稱爲相机和视频传输设备。實時捕捉图像，并将实时视频传输到用户设备上。包括FPV眼镜，FPV眼镜接天线，摄像头，图传发射器，图传发射天线。
- 控制系统：用于操作和控制无人机。包括遥控器，遥控接收机，遥控接收天线
- 攻击载荷：主要使用PG-7火箭弹的弹头、82毫米迫击炮（英语：82-BM-37）弹、RKG-3型反坦克手榴弹、定向步兵地雷、手榴彈、塑胶炸药作为攻击载荷。破坏能力也依据使用不同的爆炸物而不同。[3]

## 历史
- 俄羅斯入侵烏克蘭[4]。2022年7月，乌克兰使用了第一个简易版本，此后又部署了数百个小型、敏捷的飞行器，其威力足以携带反坦克弹头。隨後，俄烏雙方都有大規模使用，并逐步扩散到其它地区。

## 攻击方式
FPV自杀无人机通过图传设备，实时发现和攻击目标。经过足够的训练后，FPV 操作员在安全的地方可以攻击装备、步兵、防御区域，甚至飞入移动的敌方车辆打开的窗户。
具有终端自导能力的无人机能够在最终接近目标时保持航向和方向并自动引爆。只要无人机操作员让无人机“足够接近”指定目标并按航线击中，如果操作员因信号干扰而失去对无人机的控制，无人机就会接管。末端自导无人机将继续飞向目标并自爆。
随着人工智能的进步，极有可能出现自主集群攻击的方式。

## FPV无人机战术[8]
- 经典战术：侦察无人机识别目标，FPV无人机攻击摧毁目标。
- 自由狩猎： FPV对预先确定的目标和位置进行打击。
- FPV群控：使用多架 FPV 无人机进行协调集体打击。
- 护送火力支援：在送突击小组前进期间提供FPV火力支援。
- FPV 无人机伏击：提前在伏击位置部署FPV，无人机保持隐藏和不活动状态，只打开其控制通道接收器，等待发动突袭的合适时机。
- 组合打击：FPV无人机首先摧毁或毁伤装甲车辆（或其他目标），然后由轰炸机无人机投掷弹药。或者，轰炸机无人机可以瞄准人员或非装甲车辆，使其无法移动，从而使 FPV 无人机能够进行后续打击。
- 双重攻击：使用两个或更多具有不同载荷的 FPV 无人机突破火力点。这种方法需要依次部署多架 FPV 无人机来摧毁防御工事。第一架无人机配备有聚能炸药，可以穿透防御屏障。第二架无人机通常配备有温压炸药或破片炸药，可以对内部空间造成杀伤和破坏。
- FPV无人机陷阱：在FPV 无人机上部署炸药或有毒化学物质将无人机变成诱杀装置。当敌方意图接近、捕获、拆解FPV时进行杀伤。
- FPV无人机布雷：FPV无人机部署反人员或反坦克地雷和伪装的简易爆炸装置。
- FPV无人机排雷：FPV 无人机向可见和未伪装的地雷投放弹药或放置表面炸药，以有效安全地消除地雷。
- FPV无人机航母：为了扩大 FPV 无人机的作战范围，人们使用了一种更大的无人机，称为“母无人机”。这些“母无人机”可以是固定翼和旋翼两种类型，通常兼作信号中继器。它们携带两到三架 FPV 无人机作为有效载荷，大大增加了FPV的作战范围，最高可达 60-70 公里，具体取决于母无人机的类型。
- FPV无人机火龙： 向敌方阵地喷洒混合燃烧弹的FPV无人机。这种战术是使用装有燃烧弹的（通常以 120 毫米火炮燃烧弹为基础）的 FPV 无人机，点燃敌方人员、设备、外露弹药和其他资产并使其瘫痪。
- FPV无人机PVO：FPV 无人机用于对抗敌方侦察无人机和六旋翼飞行器。
- FPV 破坏者：秘密部署破坏和侦察无人机。破坏和侦察小组采用这种战术来摧毁或摧毁敌方军事设备和基础设施。
- 光纤FPV：为了保持对 FPV 无人机的稳定控制并对抗电子战系统，正在使用配备光纤的无人机。这种设置可确保可靠的通信并确保在 10 公里以内（某些型号可达 25 公里）的范围内摧毁目标。这种方法的一个主要优势是无人机整个航线上的视频源清晰度很高。
- 建筑物检查：使用FPV无人机对建筑物内部的监控和控制。主要使用有桨叶保护的短程 FPV 无人机用于在突击行动中探测敌人并监视建筑物内部。
- FPV无人机喊话：为了削弱敌方人员的士气和心理状态并迫使他们投降，部署了配备扬声器的 FPV 无人机，以向敌方位置广播音频信息。
- FPV无人机空投传单：FPV 无人机用于在针对敌方人员和当地居民的心理战中投放传单。

## 產品
雖然一些FPV自殺無人機是臨時自製的，但也有企業生產的工廠化產品。

### 乌克兰
- Escadrone（英语：Escadrone）
- 野蜂 Wild Hornet[9]

### 俄羅斯
- 牛虻（俄語： FPV；Ovod）FPV自殺無人機，於俄羅斯量產。[10]俄罗斯军方正在阿夫杰耶夫斯基和扎波罗热方向使用。[11]
- Вектор X-120，是俄罗斯开发的针对人员的FPV自杀无人机。[12]
- Gastello FPV自杀无人机[13]
- Piranha FPV自杀无人机，2024年2月28日在阿夫迪夫卡方击毁M1艾布拉姆斯坦克.[14]
- Ghoul FPV無人機，2023年5月首次投入实战。俄方称2024年3月，该型无人机擊中了一輛美國艾布拉姆斯坦克，還毁伤了多輛布拉德利步兵戰車和烏克蘭武裝部隊的其他裝甲車。[15]
- Joker-10 FPV无人机,由俄罗斯CDBR公司开发。具有冬眠模式可以在部署后长时间待机（冬季1周，夏季1个月）后启动，另外还有防拆的自毁装置。在俄军西北军区使用。[16]
- Prince Vandal of Novgorod FPV 无人机,由俄罗斯乌什库尼克科学与生产中心（NPC “Ushkuynik”）开发，使用电子战无法干扰的光纤制导。[17][18]

## 防范措施
- 電磁干擾。Serp-VS5反无人机系统，但对光纤制导的无人机无效。
- 装甲顶棚：俄罗斯在《陆军2023》武器展上公开了为坦克设计的防御装甲顶棚。[19]
- 网：可以使用渔网、伪装网和金属网保护战壕、火力点、炮兵阵地。网可以缠绕并破坏FPV无人机桨叶。虽然渔网对高速FPV无效，但会增加无人机操作员想要低速直接飞入防空洞或火力室时的操作难度。[8][20]

## 出口管制
2023年9月1日开始，中国商务部、海关总署等四个部门联合发出公告，以维护国家安全和利益为由，对部分无人机专用发动机、重要载荷、无线电通信设备和民用反无人机系统等实施出口管制，并对部分消费级无人机实施为期两年的临时出口管制，同时禁止其他未列入管制的所有民用无人机出口用于军事目的，九月一日起正式推行。

## 遊戲文化
- 使命召唤：现代战争II 2022，FPV自殺無人機在游戲中作为四杀连杀奖励之一。
- FPV Kamikaze Drone，由俄罗斯HFM Games开发。[23][24]